# Lucien Mérignac

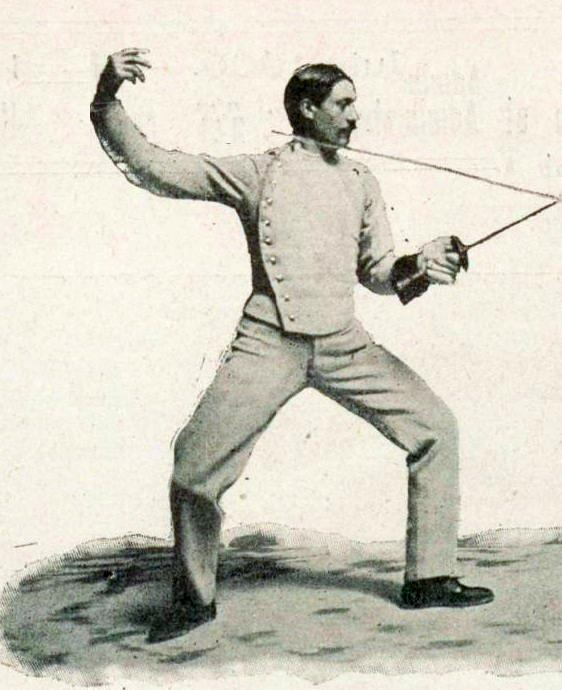
Lucien Mérignac, champion olympique de fleuret individuel maitre d'armes en 1900.

Louis Lucien Mérignac, né le 5 octobre 1873 à Paris 17e et mort le 28 février 1941 dans le 10e arrondissement de Paris, est un escrimeur français de la fin du XIXe siècle et du début du XXe. 
Il est médaillé d'or au Jeux olympiques de Paris en 1900.

## Biographie
Lucien Mérignac, dit « le petit patron », est d'ascendance noble et issu d'une lignée d'escrimeurs. Il est le fils du maître d'armes Louis, surnommé « le grand patron », qui possédait une salle d'escrime rue Joubert, et le neveu d’Émile, historien de l'escrime. Il est le petit-fils de François (1817-1881) et l'arrière-petit-fils de Léonard.
Il remporte les tournois internationaux de Budapest en 1896, de Padoue en 1898 et de Dunkerque en 1899, avant de recevoir la médaille d'or aux Jeux olympiques de Paris en 1900 à vingt-sept ans. Dans un article du Sport universel illustré du 6 janvier 1900, Frantz Reichel le décrit : « Lucien Mérignac est un grand garçon, sec, vigoureux, trempé comme une lame d'acier, d'une complexion athlétique plus robuste que ne le décèle l'extérieur ; très nerveux, doué de qualité physiques excellentes, ayant la vitesse et la souplesse. Lucien Mérignac est un gaucher, (…) brun, très brun, portant une moustache bien campée, les traits accusés et décidés, l'oeil noir et loyal, Mérignac est pour ses amis le précieux compagnon, pour ses rivaux l'adversaire loyal, celui dont les victoires ne laissent point de rancœur. »
En février 1903, Lucien Mérignac entame une tournée en Italie, puis en Espagne, au Portugal et en Argentine. Dès mars 1903 il dirige la salle d'armes du Jockey-Club de Buenos Aires, victoire de l'école française d'escrime, en grande rivalité avec l'école italienne. Il épouse en 1904 l'Argentine Christina Ruiz de Castillo. Mérignac fait de nombreux adeptes en Argentine et lorsqu'il quitte Buenos-Aires en 1906, il laisse plusieurs centaines d'élèves convertis à sa méthode, et crée l'Ecole magistrale d'escrime et de gymnastique du Mexique puis une salle privée à Mexico. 
En 1916 il rentre en France pour enseigner l'escrime au Prytanée militaire de La Flèche, jusqu'en 1919. Après la Grande Guerre il prend la suite de son père à la salle d'armes de l'Automobile Club de France à Paris, et mène une intense activité d'enseignant, notamment auprès des femmes. Son épouse Christina meurt en 1923, et il obtient la Légion d'Honneur en 1926. Il épouse en 1937 la plus brillante de ses élèves, Agathe Turgis, elle-même championne de France d'escrime en 1936 ; ils s'installent dans une villa moderniste à Melun, opportunément appelée « Le Fleuret ». 
Réfugié pendant l'Occupation au Lion d'Angers (Maine et Loire), il y vit les bombardements de 1940, avant de rentrer à Melun et de mourir subitement à Paris en 1941. Sa veuve Agathe Mérignac continuera à enseigner l'escrime quelques années au Lion d'Angers après la guerre.

## Palmarès
Il remporta les tournois internationaux de Budapest en 1896, de Padoue en 1898, et de Dunkerque en 1899.
Il fut champion olympique de fleuret en catégorie Maître d'armes lors des jeux Olympiques de 1900 à Paris, en battant son compatriote Alphonse Kirchhoffer en finale.

## Lien externe

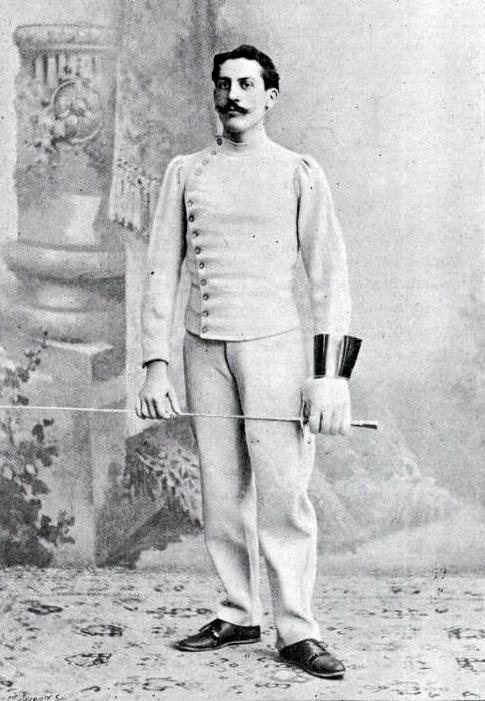
Lucien Mérignac, champion olympique de fleuret catégorie Maître d'armes en 1900.